# Dargoleza
Dargoleza (deutsch Dargeröse) ist ein Dorf in der polnischen Woiwodschaft Pommern. Es gehört zu der Gmina Główczyce (Glowitz) in dem Powiat Słupski (Stolper Kreis).

## Geographische Lage
Das Dorf liegt in Hinterpommern, etwa 36 Kilometer ostnordöstlich der Stadt Stolp, 18 Kilometer nordwestlich der Stadt Lębork (Lauenburg i. Pom.) und 4,5 Kilometer nördlich des Dorfs Stowięcino (Stojentin).

## Geschichte

Dargeröse, nordwestlich von Lauenburg i. Pom. und südlich des Leba-Sees, auf einer Landkarte von 1910

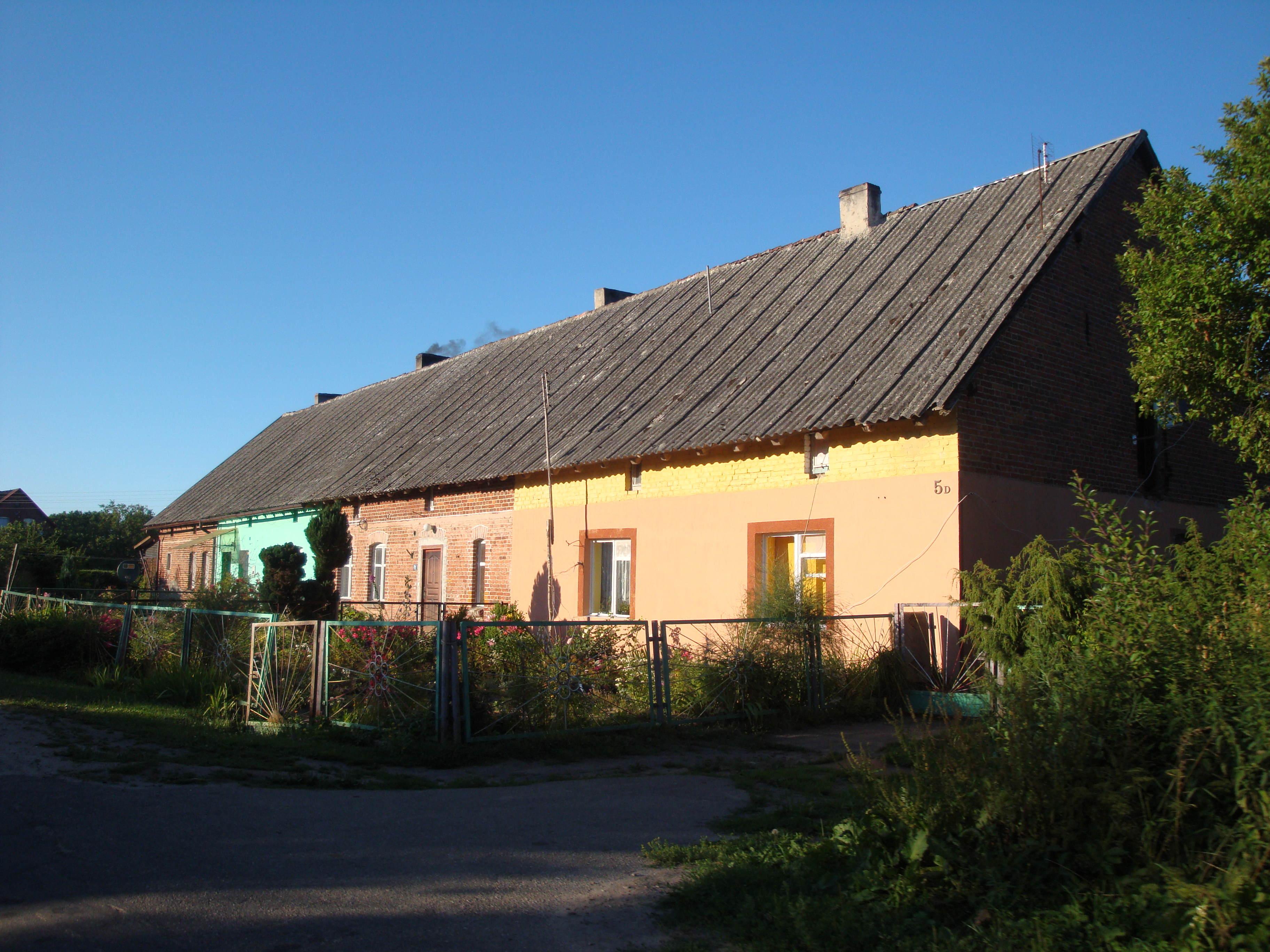
Häuserzeile im Dorf

Das früher auch  Dargherese und Dargorese genannte  Rittergut befand sich 1487 im Besitz von Tetzlaw Damerow auf Dargeröse und Dammen. Anschließend wurde es ein Lehen der Familie Podewils und seit 1535 der Familie Zastrow, die dort bis ins 17. Jahrhundert ansässig war. Das Dorf wurde dann von Kaspar Otto von Massow, Staatsminister und Oberpräsident von Pommern, aufgekauft und blieb über Generationen hinweg im Besitz von dessen Familie. 1777 wurde es durch Carl von Massow an Moritz Heinrich von Weiher verkauft. Um das Jahr 1784 gab es in dem Dorf ein Vorwerk, sechs Bauern, drei Kossäten, eine Schmiede, einen Schulmeister und insgesamt 13 Haushaltungen. Im Jahr 1796 kamen Dargeröse und Zezenow als Heiratsgut der Dorothea Charlotte Hering, Tochter eines Großkaufmanns, in den Besitz von Kaspar Wilhelm von Zitzewitz. Im Besitz der Familie Zitzewitz blieb das Dorf dann bis zur Regulierung der bäuerlichen und gutsherrlichen Verhältnisse im Jahr 1823, als die landwirtschaftlichen Nutzungsflächen zum Teil den Bauern übereignet wurden.
Seit Mitte August 1897 war Dargeröse an die Stolper Kreisbahn angeschlossen und verfügte über einen eigenen Bahnhof. Neben dem Bahnhof entstand 1904 Dargeröses erstes Gasthaus. Im Jahr 1925 standen in Dargeröse 30 Wohnhäuser. Im Jahr 1929 wurde der bis dahin selbständige benachbarte Gutsbezirk  Prependow eingemeindet, und die Gemeinde Dargeröse hatte seither zwei Wohnorte:
- Dargeröse
- Prependow

Vor 1945 gehörte Dargeröse zum Amtsbezirk Zezenow im Landkreis Stolp, Regierungsbezirk Köslin, der preußischen Provinz Pommern des Deutschen Reichs. Die Gemeindefläche betrug insgesamt 1230 Hektar. 1939 wurden 89 Haushaltungen und 372 Einwohner gezählt.
Die Güter Dargeröse und Prependow, zu denen 1093 Hektar Land gehörten, blieben bis 1945 im Besitz der Familie Zitzewitz. Unter den Besitzern hatte der 1909 in den Grafenstand erhobene Wilhelm von Zitzewitz einen höheren Bekanntheitsgrad, der jedoch nicht in Dargeröse wohnte, sondern in Zezenow. Am 23. Dezember 1918 überließ er Dargeröse seinem Sohn Wilhelm-Siegfried von Zitzewitz. Nach dem Tod des Vaters 1925 zog Wilhelm-Siegfried von Zitzewitz nach Zezenow, wo er bis zum Einmarsch der Russen 1945 blieb. Seinen Gutsbesitz in Dargeröse und Prependow ließ er von einem Gutsverwalter verwalten.
Gegen Ende des Zweiten Weltkriegs wurde Dargeröse am 9. März 1945 von der Roten Armee besetzt und bald darauf seitens der sowjetischen Besatzungsmacht der Volksrepublik Polen zur Verwaltung überlassen. Am 1. Juni 1945 wurde im Dorf ein polnisches Verwaltungsbüro eingerichtet. Es begann nun die Zuwanderung polnischer Zivilisten. Später wurden alle einheimischen Dorfbewohner von der polnischen Administration aus Dargeröse und dem Kreisgebiet vertrieben. In der Bundesrepublik Deutschland wurden später 142 und in der DDR 127 aus Dargeröse vertriebene Dorfbewohner ermittelt.
Im Jahr 2006 wurden in Dargoleza 180 Einwohner gezählt.